# Kliazma
La rivière Kliazma (en russe : Клязьма) est un cours d'eau de Russie, qui arrose les oblasts de Moscou, de Nijni Novgorod et de Vladimir. La Kliazma est un affluent gauche de l'Oka, donc un sous-affluent de la Volga. 

## Géographie
Elle est longue de 686 km et draine un bassin versant de 42 500 km2.
Ses principaux affluents sont :
- rive gauche : Outcha, Voria, Cherna, Kirjatch, Pekcha, Kolokcha, Nerl, Ouvod, Teza et Loukh ;
- rive droite : Polia, Soudogda, Souvorochtch.

La Kliazma est gelée de la fin novembre à la mi-avril. Elle est navigable jusqu'à 120 km de son embouchure ainsi que dans le réservoir Kliazminskoïe. 
Elle arrose les villes suivantes :
- Gorokhovets
- Mendeleïevo
- Pavlovski Possad
- Vladimir
- Kovrov
- Chtchiolkovo
- Lossino-Petrovski
- Noguinsk
- Orekhovo-Zouïevo
- Petouchki
- Sobinka
- Viazniki